# نورمانتون (دائرة انتخابية في المملكة المتحدة)
نورمانتون (بالإنجليزية: Normanton)‏ هي إحدى الدوائر الانتخابية في المملكة المتحدة الممثلة في مجلس العموم في برلمان المملكة المتحدة.
عضو البرلمان الذي يمثلها حالياً هو :Rt Hon Ed Balls (Lab/Co-op).